# Filmografie van D.W. Griffith
De filmografie van D.W. Griffith.

## 1908
| - The Adventures of Dollie - The Fight for Freedom - The Tavern Keeper's Daughter - The Black Viper - The Red Man and the Child - Deceived Slumming Party - The Bandit's Waterloo - A Calamitous Elopement - The Greaser's Gauntlet - The Man and the Woman - The Fatal Hour - For Love of Gold - Balked at the Altar - For a Wife's Honor - Betrayed by a Handprint - Monday Morning in a Coney Island Police Court - The Girl and the Outlaw - Behind the Scenes - The Red Girl - The Heart of O'Yama - Where the Breakers Roar - A Smoked Husband - The Stolen Jewels - The Devil - The Zulu's Heart | - Father Gets in the Game - Ingomar, the Barbarian - The Vaquero's Vow - The Planter's Wife - Romance of a Jewess - The Call of the Wild - Concealing a Burglar - After Many Years - The Pirate's Gold - The Taming of the Shrew - The Guerrilla - The Song of the Shirt - The Ingrate - A Woman's Way - The Clubman and the Tramp - Money Mad - The Valet's Wife - The Feud and the Turkey - The Reckoning - The Test of Friendship - An Awful Moment - The Christmas Burglars - Mr. Jones at the Ball - The Helping Hand |

## 1909
| - One Touch of Nature - Mamma - The Heart of an Outlaw - Bill Sharkey's Last Game - The Maniac Cook - Mrs. Jones Entertains - Love Finds a Way - The Honor of Thieves - The Sacrifice - A Rural Elopement - Those Boys! - The Criminal Hypnotist - Mr. Jones Has a Card Party - The Fascinating Mrs. Francis - The Welcome Burglar - Those Awful Hats - The Cord of Life - The Girls and Daddy - The Brahma Diamond - A Wreath in Time - Edgar Allan Poe - Tragic Love - His Ward's Love - The Curtain Pole - The Joneses Have Amateur Theatricals - The Hindoo Dagger - The Politician's Love Story - The Golden Louis - At the Altar - The Prussian Spy - His Wife's Mother - A Fool's Revenge - The Wooden Leg - The Roue's Heart - The Salvation Army Lass - The Lure of the Gown - I Did It - The Voice of the Violin - The Deception - And a Little Child Shall Lead Them - A Burglar's Mistake - The Medicine Bottle - Jones and His New Neighbors - A Drunkard's Reformation - Trying to Get Arrested - The Road to the Heart - Schneider's Anti-Noise Crusade - A Rude Hostess - The Winning Coat - A Sound Sleeper - Confidence - A Troublesome Satchel - Lady Helen's Escapade - The Drive for a Life - Twin Brothers - Lucky Jim - Tis an Ill Wind That Blows No Good - The Suicide Club - The Eavesdropper - One Busy Hour - The Note in the Shoe - Jones and the Lady Book Agent - The French Duel - A Baby's Shoe - The Jilt - Resurrection - Two Memories - Eloping with Auntie - The Cricket on the Hearth - His Duty - Eradicating Aunty - What Drink Did - The Violin Maker of Cremona - A New Trick - The Lonely Villa | - The Son's Return - Her First Biscuits - The Faded Lilies - Was Justice Served? - The Peachbasket Hat - The Mexican Sweethearts - The Way of Man - The Necklace - The Message - The Country Doctor - The Cardinal's Conspiracy - Tender Hearts - The Friend of the Family - The Renunciation - Sweet and Twenty - Jealousy and the Man - A Convict's Sacrifice - The Slave - A Strange Meeting - The Mended Lute - They Would Elope - Mr. Jones' Burglar - The Better Way - With Her Card - Mrs. Jones' Lover - His Wife's Visitor - The Indian Runner's Romance - The Seventh Day - Oh, Uncle! - Pranks - The Mills of the Gods - The Sealed Room - The Little Darling - The Hessian Renegades - Comata, the Sioux - Getting Even - The Children's Friend - The Broken Locket - In Old Kentucky - A Fair Exchange - Leather Stocking - Wanted, a Child - The Awakening - Pippa Passes - Fools of Fate - The Little Teacher - A Change of Heart - His Lost Love - The Expiation - In the Watches of the Night - Lines of White on a Sullen Sea - What's Your Hurry? - The Gibson Goddess - Nursing a Viper - The Restoration - The Light That Came - Two Women and a Man - A Sweet Revenge - A Midnight Adventure - The Open Gate - The Mountaineer's Honor - The Trick That Failed - In the Window Recess - The Death Disc: A Story of the Cromwellian Period - Through the Breakers - The Red Man's View - A Corner in Wheat - The Test - In a Hempen Bag - A Trap for Santa Claus - In Little Italy - To Save Her Soul - The Day After - Choosing a Husband |

## 1910
| - The Rocky Road - The Dancing Girl of Butte - Her Terrible Ordeal - On the Reef - The Call - The Honor of His Family - The Last Deal - The Cloister's Touch - The Woman from Mellon's - The Course of True Love - The Duke's Plan - One Night and Then - The Englishman and the Girl - His Last Burglary - Taming a Husband - The Final Settlement - The Newlyweds - The Thread of Destiny - In Old California - The Man - The Converts - Faithful - The Twisted Trail - Gold Is Not All - The Smoker - His Last Dollar - The Two Brothers - As It Is in Life - A Rich Revenge - A Romance of the Western Hills - Thou Shalt Not - The Tenderfoot's Triumph - The Way of the World - Up a Tree - The Gold Seekers - The Unchanging Sea - Love Among the Roses - Over Silent Paths - An Affair of Hearts - Ramona - A Knot in the Plot - The Impalement - In the Season of Buds - The Purgation - A Child of the Ghetto - A Victim of Jealousy - In the Border States - The Face at the Window - Never Again | - May and December - The Marked Time-Table - A Child's Impulse - Muggsy's First Sweetheart - A Midnight Cupid - What the Daisy Said - A Child's Faith - A Flash of Light - Serious Sixteen - As the Bells Rang Out! - The Call to Arms - Unexpected Help - An Arcadian Maid - Her Father's Pride - The House with Closed Shutters - A Salutary Lesson - The Usurer - An Old Story with a New Ending - The Sorrows of the Unfaithful - Wilful Peggy - The Modern Prodigal - The Affair of an Egg - A Summer Idyll - Little Angels of Luck - A Mohawk's Way - In Life's Cycle - A Summer Tragedy - The Oath and the Man - Rose O'Salem Town - Examination Day at School - The Iconoclast - That Chink at Golden Gulch - The Broken Doll - The Banker's Daughters - The Message of the Violin - Two Little Waifs - Waiter No. 5 - The Fugitive - Simple Charity - Sunshine Sue - The Song of the Wildwood Flute - His New Lid - A Plain Song - A Child's Stratagem - The Golden Supper - His Sister-In-Law - The Lesson - White Roses - Winning Back His Love |

## 1911
| - Flaming Arrows - The Two Paths - When a Man Loves - The Italian Barber - His Trust - His Trust Fulfilled - Fate's Turning - The Poor Sick Men - A Wreath of Orange Blossoms - Three Sisters - Heart Beats of Long Ago - What Shall We Do with Our Old? - Fisher Folks - The Diamond Star - His Daughter - The Lily of the Tenements - The Heart of a Savage - A Decree of Destiny - Conscience - Was He a Coward? - Teaching Dad to Like Her - The Lonedale Operator - The Spanish Gypsy - The Broken Cross - The Chief's Daughter - Paradise Lost - Madame Rex - A Knight of the Road - His Mother's Scarf - How She Triumphed - The Two Sides - In the Days of '49 - The New Dress - The Crooked Road - The White Rose of the Wilds - A Romany Tragedy - The Smile of a Child - Enoch Arden: Part I - Enoch Arden: Part II | - The Primal Call - Her Sacrifice - Fighting Blood - The Thief and the Girl - The Jealous Husband - Bobby, the Coward - The Indian Brothers - A Country Cupid - The Last Drop of Water - Out from the Shadow - The Ruling Passion - The Sorrowful Example - The Blind Princess and the Poet - The Rose of Kentucky - Swords and Hearts - The Stuff Heroes Are Made Of - The Old Confectioner's Mistake - The Squaw's Love - Dan the Dandy - The Revenue Man and the Girl - Her Awakening - The Making of a Man - Italian Blood - The Unveiling - The Adventures of Billy - The Long Road - Love in the Hills - The Battle - The Trail of Books - Through Darkened Vales - The Miser's Heart - Sunshine Through the Dark - A Woman Scorned - The Failure - Saved from Himself - As in a Looking Glass - A Terrible Discovery - The Voice of the Child |

## 1912
| - Grannie - The Baby and the Stork - A Tale of the Wilderness - The Eternal Mother - The Old Bookkeeper - For His Son - A Blot on the 'Scutcheon - The Transformation of Mike - A Sister's Love - Billy's Stratagem - The Mender of Nets - Under Burning Skies - The Sunbeam - A Siren of Impulse - A String of Pearls - The Girl and Her Trust - Iola's Promise - The Root of Evil - The Goddess of Sagebrush Gulch - The Punishment - Fate's Interception - The Female of the Species - Just Like a Woman - One Is Business, the Other Crime - The Lesser Evil - The Old Actor - A Lodging for the Night - His Lesson - When Kings Were the Law - A Beast at Bay - An Outcast Among Outcasts - Home Folks - A Temporary Truce - Lena and the Geese - The Spirit Awakened | - The School Teacher and the Waif - Man's Lust for Gold - An Indian Summer - Man's Genesis - Heaven Avenges - The Sands of Dee - Black Sheep - The Narrow Road - A Child's Remorse - The Inner Circle - A Change of Spirit - A Pueblo Romance - A Pueblo Legend - In the North Woods - An Unseen Enemy - Blind Love - Two Daughters of Eve - Friends - So Near, Yet So Far - A Feud in the Kentucky Hills - The Chief's Blanket - In the Aisles of the Wild - The One She Loved - The Painted Lady - The Musketeers of Pig Alley - Heredity - Gold and Glitter - My Babay - The Informer - Brutality - The New York Hat - My Hero - The Burglar's Dilemma - A Cry for Help - The God Within |

## 1913
| - Mother Love - Three Friends - The Telephone Girl and the Lady - An Adventure in the Autumn Woods - The Tender Hearted Boy - A Misappropriated Turkey - Brothers - Oil and Water - Drink's Lure - A Chance Deception - Love in an Apartment Hotel - Broken Ways - A Girl's Stratagem - The Unwelcome Guest - Near to Earth - Fate - A Welcome Intruder - The Sheriff's Baby - The Hero of Little Italy - The Perfidy of Mary - The Little Tease - A Misunderstood Boy - The Left-Handed Man | - The Lady and the Mouse - If We Only Knew - The Wanderer - The Stolen Loaf - The House of Darkness - The Yaqui Cur - Just Gold - His Mother's Son - The Ranchero's Revenge - A Timely Interception - Death's Marathon - The Mothering Heart - Her Mother's Oath - The Sorrowful Shore - The Reformers - The Enemy's Baby - The Mistake - The Coming of Angelo - Two Men of the Desert - The Adopted Brother - Madonna of the Storm - The Battle at Elderbush Gulch - The Conscience of Hassan Bey |

## 1914
| - Waifs - The Massacre - Judith of Bethulia - The Battle of the Sexes | - Brute Force - Home, Sweet Home - The Escape - The Avenging Conscience |

## 1915-1931
| - The Birth of a Nation (1915) - A Day with Governor Whitman (1916) - Intolerance (1916) - A Liberty Bond Appeal (1918) - Hearts of the World (1918) - The Great Love (1918) - Lillian Gish in a Liberty Loan Appeal (1918) - The Greatest Thing in Life (1918) - The World of Columbus (1919) - A Romance of Happy Valley (1919) - The Girl Who Stayed at Home (1919) - Broken Blossoms or The Yellow Man and the Girl (1919) - True Heart Susie (1919) - The Fall of Babylon (1919) - The Mother and the Law (1919) - Scarlet Days (1919) - The Greatest Question (1919) - The Idol Dancer (1920) | - Remodeling Her Husband (1920) - The Love Flower (1920) - Way Down East (1920) - Dream Street (1921) - Orphans of the Storm (1921) - One Exciting Night (1922) - Mammy's Boy (1922) - The White Rose (1923) - America (1924) - Isn't Life Wonderful (1924) - Sally of the Sawdust (1925) - That Royle Girl (1925) - The Sorrows of Satan (1926) - Topsy and Eva (1927) - Drums of Love (1928) - The Battle of the Sexes (1928) - Lady of the Pavements (1929) - Abraham Lincoln (1930) - The Struggle (1931) |